# Anàpskaia
Anàpskaia - Анапская (rus) - és una stanitsa del krai de Krasnodar, a Rússia. Es troba entre la plana de ponent del Caucas occidental i la costa de la mar Negra. És a 6 km a l'est de la costa, a 2 km a l'est d'Anapa i a 126 km a l'oest de Krasnodar.
Pertanyen a aquesta stanitsa els khútors de Bujor, Ussatova Balka, Tarussin, Kumatir, Kurbatski i Kutok.